# Якимов, Иван Николаевич
Иван Николаевич Якимов (24 июня 1884, Новгород — 1954, Москва) — юрист, специалист по тактике и организации расследования преступлений; доктор юридических наук (1946) с диссертацией «Следственный осмотр», профессор (1940) и заведующий (1950—1954) кафедрой криминалистики юридического факультета МГУ.

## Биография
Иван Якимов родился в 1884 году в Великом Новгороде в семье отставного офицера Русской императорской армии; среднее образование Иван получил в мужской гимназии в Новгороде. В 1911 году он стал выпускником юридического факультета Императорского Санкт-Петербургского университета и получил пост в окружном суде; затем он переехал в Варшаву, где стал помощником присяжного поверенного. Во время Первой мировой войны, в 1914 году, он был призван в Императорскую армию; через два года он был демобилизован из действующей армии в связи с болезнью и вернулся к основной профессии — стал присяжным поверенным при судебной палате Москвы.
После Октябрьской революции, в 1917—1919 годах Якимов работал в Народном комиссариате продовольствия РСФСР и состоял военным специалистом (военспецом) в Красной Армии. В советские годы, в период с 1919 по 1924, он занялся преподаванием в нескольких учебных заведениях Москвы: работал в Высшей школе связи, Высшей химической школе и в Академии воздушного флота имени Жуковского. Начиная с 1924 год состоял сотрудником Московского уголовного розыска (МУРа), Центрального управления уголовного розыска НКВД — провёл на оперативной работе в МУРе более 10 лет, являлся старшим инспектором и консультантом.
В период с 1925 по 1931 год Якимов вёл лекции по криминалистике на факультете советского права Московского университета: опубликовал учебники «Практическое руководство к расследованию преступлений» (1924) и «Криминалистика. Руководство по уголовной технике и тактике» (1925). Затем, в 1935—1941 годах, являлся лектором по криминалистике Московского юридического института; стал доцентом, а позднее — профессором; опубликовал работы «Искусство допроса» (1928) и «Осмотр» (1935). В годы Второй мировой войны являлся старшим военным следователем при военной прокуратуры Московского гарнизона. Был демобилизован в 1943 году и вернулся к преподаванию: читал студентам юридического факультета МГУ курс по криминалистике. В 1947 году успешно защитил докторскую диссертацию по теме «Следственный осмотр» — стал доктором юридических наук.

## Работы
Иван Якимов являлся последователем взглядов австрийского юриста и учёного-криминалиста Ганса Гросса; Якимов полагал, что «криминалистика как наука имеет своим предметом изучение наиболее целесообразных способов и приемов применения методов естественных, медицинских и технических наук к расследованию преступлений и изучению физической и моральной личности преступника, а своей целью ставит помощь правосудию в раскрытии материальной истины в уголовном деле». В 1929 году вышла работа Якимова «Криминалистика. Уголовная тактика», оказавшая значительное влияние на дальнейшее развитие советской и российской криминалистики: систематический учебник Якимова стал фактически первым подобным учебником в советском государстве. Помимо методов расследования конкретных видов преступлений, в работе была раскрыта и методика общего расследования преступления — независимо от его вида — методика, опиравшаяся на использование косвенных улик:
- Якимов И. Н. Практическое руководство к расследованию преступлений. — М. : «Заготхоз» милиции Республики, 1924. — 210, VIII с.
- Якимов И. Н., Михеев П. П. Искусство допроса : Практич. пособие для допрашивающих. — М. : Изд-во Нар. ком. внутренних дел РСФСР, 1928. — 64 с. — (Библиотека работника милиции и УГРО).
- Якимов И. Н. Криминалистика : Уголовная тактика… : С 52 рис. в тексте. — 2-е изд., перераб. и доп. — М. : Изд-во Нар. ком. внутр. дел РСФСР, 1929 (Л. : госуд. тип. изд-ва «Ленингр. правда»). — 312 с.